# Remix
Ein Remix (englisch Neuabmischung) ist eine neue Version eines Musiktitels auf der Basis des Mehrspuroriginals. Das Konzept des Remix ist vor allem in der elektronischen Tanzmusik, im Hip-Hop und im Contemporary R&B verbreitet. Der Remix ist nicht zu verwechseln mit dem DJ-Mix, wo ein DJ bestehende Tonträger mischt, verbindet und manipuliert (Scratchen) wie beim Turntablism.

## Allgemeines
Ein Remix entstand aus dem Bedürfnis, die auf Tonträgern mit großer Spieldauer (Maxi-Singles oder Extended Play bei Schallplatten oder CDs) vorhandene zusätzliche Spieldauer durch Neuabmischungen vorhandener Tonspuren als musikalische Alternative zum Original zu variieren. Entweder gab es ein Remix mit besonderen rhythmischen Akzenten („disco-version“, „dancefloor version“), für das Airplay im Radio angefertigte Fassungen („radio version“) oder Betonung oder Unterdrückung von einzelnen Musikinstrumenten wie Gitarren, Bässen und Schlagzeug oder zeitlich ausgedehnter Fassungen („extended version“).

## Vorgehensweise
Der Titel kann anhand der vorhandenen Tonspuren nur leicht variiert werden; es können aber auch stärkere Eingriffe bis hin zu einer völligen Neubearbeitung erfolgen. Oftmals werden vorhandene Tonspuren völlig ausgeblendet und neue Tonspuren hinzugefügt. Die Palette von Veränderungen des Remixers reicht vom Hinzumischen bzw. Entfernen von Klangeffekten, Anpassung der Geschwindigkeit über Neugewichtung der Lautstärkeverhältnisse, Neueinspielung zusätzlicher Instrumente bis zu einer völligen Zerstückelung und Neuzusammensetzung des Originalmaterials.
Direkt auf Clubs zugeschnittene Remixe (auch: „Club-Mix“) haben meist folgende Struktur: instrumentales Intro, Mittelteil und Outro. Durch Intro und Outro wird es dem DJ beim Mix erheblich erleichtert, saubere Übergänge inkl. Beatmatching zu mischen.
Mit Remixen werden allgemein studioerfahrene Discjockeys beauftragt, da sie ein gutes Gespür dafür haben, wie ein Track für die Tanzfläche bearbeitet werden kann. Heute ist es auch üblich, befreundete oder bekannte Musiker eines bestimmten Stils mit dieser Arbeit zu betrauen, um den Remix von vornherein in bestimmte Bahnen zu lenken. Vielfach tauschen Musiker ihre Musikstücke, bzw. deren Tonspuren, auch gezielt miteinander aus. Dem jeweiligen Remixer wird im Vertrauen auf sein Können meist völlig freie Hand in der Umsetzung gelassen.

## Remixkonzepte
Grundsätzlich kann man klanglich gesehen zwischen zwei Remixkonzepten unterscheiden: 
- eine behutsame Veränderung, die sich relativ nah am Original bewegt und den Sound und die Struktur z. B. für die Tanzfläche perfektioniert, oder
- eine vollkommenen neu interpretierte Collage, die vom ursprünglichen Original meist nur noch die Gesangsspur oder selbst hiervon nur noch Fragmente enthält.

## Remix als Kultur
Spätestens seit Ende der 1980er Jahre mit der Entwicklung der Clubkultur, bildete sich auch eine Remixkultur heraus. Der Remix war nun nicht mehr nur ein Stück Gebrauchsmusik, sondern ist zu einer eigenen Kunstform geworden. In der elektronischen Musik und im Hip-Hop spielt der Remix eine sehr bedeutende Rolle. Die meisten 12 Inch-Maxi-Veröffentlichungen enthalten auf der B-Seite einen Remix. Auch die Neuabmischung ganzer Alben oder die Veröffentlichung ganzer Remixkollektionen als Werkschauen (wie z. B. Kruder & Dorfmeister: The K&D Sessions von 1998) sind gebräuchlich.

## Remixgeschichte
Vorläufer des Remixens ist unter anderem das so genannte Dubbing jamaikanischer Reggae-Musiker: Dub Versions eines Reggae-Songs sind Remixe, bei denen die Gesangsspur gelöscht bzw. ausgeblendet und Hall- bzw. Echoeffekte hinzugefügt werden.
Die ersten richtigen Remixe kamen als so genannte Disco-Version in der Disco-Ära der 1970er auf. Diese neuen Versionen sollten bekannte Titel für die Tanzfläche kompatibel machen. Heute bezeichnet man diese immer noch sehr häufig angewandte Vorgehensweise meist als Dance Mix. Damals hatte man schnell erkannt, dass die Diskotheken ein nicht zu unterschätzendes Marketinginstrument darstellen. Frühzeitig begannen Firmen, Remix Services genannt (z. B. Razormaid, Disconet und Hot Tracks), das Remixen von Titeln für die Tanzfläche kommerziell zu betreiben. Es wurden spezielle Record Pools aufgebaut, Vertriebsnetze, über die kostenlose Promotion-Mixe oder DJ-only-Mixe im Abonnement in Kleinauflagen exklusiv an die DJs verschickt wurden. Der Remix als anerkannte eigene Kunstform etablierte sich nach der Disco-Ära nur langsam. Vorreiter war hier vor allem die Hip-Hop-Subkultur. Einen weiteren wesentlichen Schritt leistete die Veröffentlichung erster Remixalben, die die Remixkunst stärker in den Fokus rückten und somit über das Stigma der reinen Begleiterscheinung oder Tanzflächenbeschallung hinweghalfen. Zu den ersten Remixalben der Musikgeschichte zählt beispielsweise Love And Dancing von The League Unlimited Orchestra von 1982. Dieses Album beinhaltet von Martin Rushett, dem Produzenten von Human League, gemixte Instrumentalversionen von bekannten Human-League-Titeln.
Besonders seit den 1990er Jahren erleben Remixe immer wieder kommerzielle Erfolge in der Popmusik. Todd Terry (mit einer House-Version von Everything But The Girls’ „Missing“), Norman Cook alias Fatboy Slim (mit dem Big-Beat-Remix von Cornershops „Brimful Of Asha“) und Boris Dlugosch (mit dem House-Remix von Molokos „Sing It Back“) bewiesen eindrucksvoll, dass Remixe kommerziell erfolgreicher sein können als ihr zu Grunde liegendes Original. Selbst der Grammy wurde ab 1997 an den besten Remixer verliehen. Einige eher unbekannte Produzenten aus der elektronischen Musik erlangten durch Remixe für bekannte Popstars einen hohen Bekanntheitsgrad. Zum Beispiel ist es William Orbit und Mirwais dadurch möglich geworden, ein ganzes Album mit Madonna zu produzieren und so deren Sound mit neuen Trends aufzupeppen. Das meistverkaufte Remixalbum aller Zeiten ist Michael Jacksons Blood on the Dance Floor – HIStory in the Mix (1997).
In Hip-Hop, Dub, Techno, House und jeglicher elektronischer Musik zählt der Remix spätestens seit Ende der 1980er Jahre zum festen Bestandteil der Musikkultur und ist ein anerkanntes künstlerisches Ausdrucksmittel. Neben der hier weit verbreiteten 12"-Single und der oft Remixe enthaltenden B-Seite sind seit Ende der 1990er Jahre Remixalben von verkaufsstarken Alben fast schon obligatorisch. Auch die zeitversetzte oder gleichzeitige Veröffentlichung von mehreren Remixen des Originals etablierter Künstler auf einer zusätzlichen 12"-Single kommt häufig vor. In der kommerziellen Popmusik dürfte der Remix, wo er oft nur als Lückenbüßer auf CD-Singles ein Schattendasein führt, mit dem allmählichen Verschwinden dieser Tonträger an Bedeutung verlieren.
Ein neueres, um 2005 entstandenes Remixphänomen sind Netzwerke von Musikern, die über das Internet kollaborativ Musikstücke erstellen, indem sie ihre Werke unter freie Lizenzen (z. B. Creative Commons) stellen und die von Anderen erstellten und auf diese Weise freigegebenen Songs durch Bearbeitungen erweitern. Besonders bekannt für diese Arbeitsweise wurde die Band Tryad, die aus mehr als 20 Musikern aus der ganzen Welt besteht, die einander persönlich nicht kennen.
Ebenfalls über das Internet werden Remixes verbreitet, die im Original Computer-Tunes beispielsweise vom Commodore 64 oder Amiga waren. Damit diese Melodien nicht in Vergessenheit geraten, remixen Hobbymusiker diese Chiptunes. Aber auch kommerzielle Erfolge wurden damit erreicht, so zum Beispiel Kernkraft 400 von Zombie Nation, welches einen Teil des Soundtracks des C64-Spiels Lazy Jones nutzt. Die Produktion konnte Ende der 1990er einige Charterfolge feiern.